# Bundesautobahn 6
Pour les articles homonymes, voir A6 et Autoroute A6.
L'autoroute allemande A 6 (Bundesautobahn 6 en allemand) relie directement la France à la République tchèque en traversant les provinces situées au Sud.

## Histoire
L'ouverture du dernier tronçon manquant a eu lieu en 2008 entre Amberg et Wernberg-Köblitz.

## Parcours
- Extrémité ouest : Frontière française,   à Saarbrücken.
- Saarbrücken :  ,  (Kirkel)
- Échangeur entre  et  à Ramstein-Miesenbach
- Kaiserslautern :
- Ludwigshafen, Mannheim et Heidelberg : , , , ,  (Sankt Leon-Rot).
- Heilbronn :  (Weinsberg)
- Échangeur entre  et  à Feuchtwangen
- Nuremberg :
- Échangeur entre  et  à Wernberg-Köblitz
- Extrémité est : Frontière tchèque,   à Waidhaus.

## Galerie

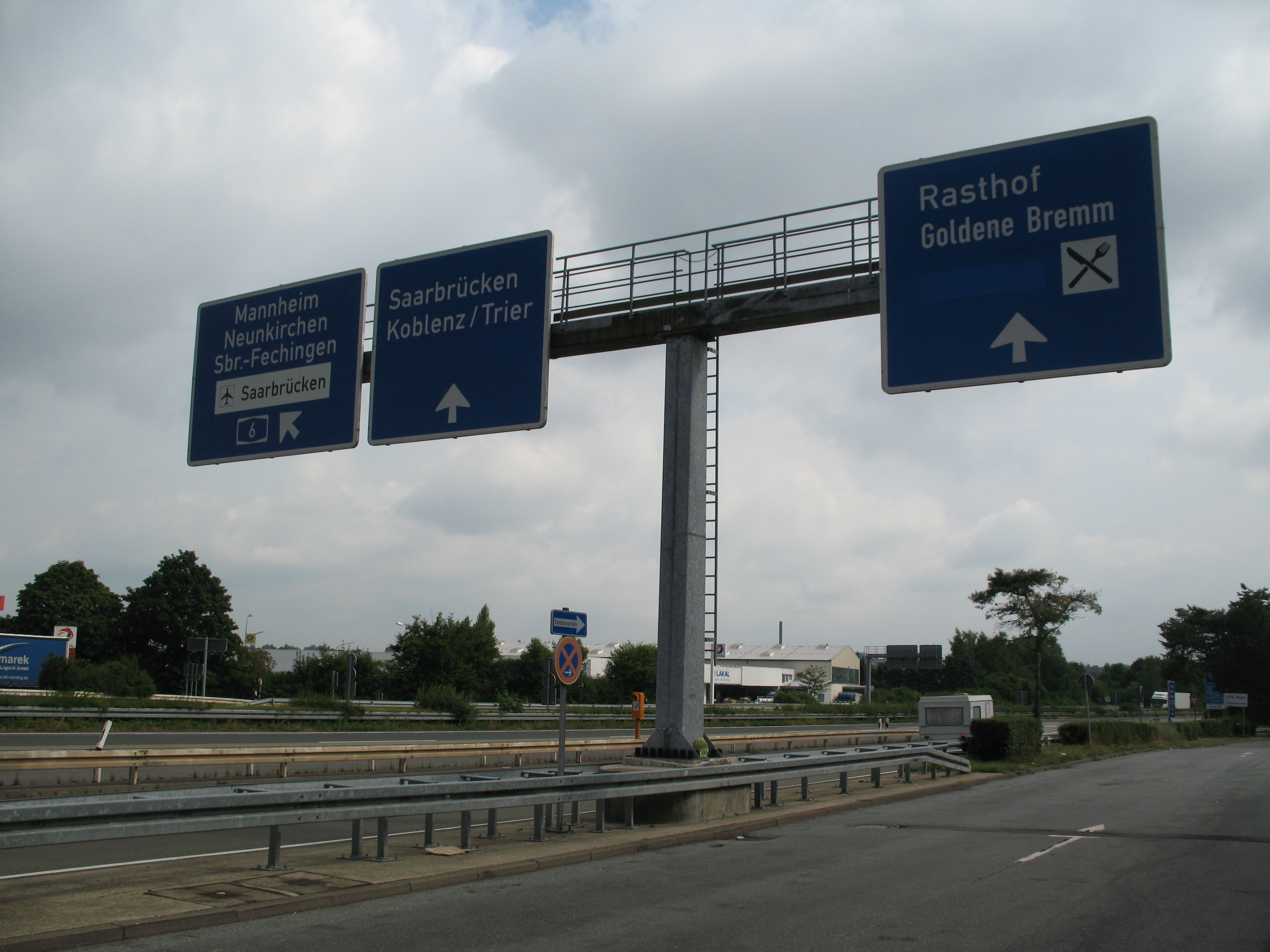
L'autoroute allemande n°6 en direction de Sarrebruck au niveau de la Brême d'Or.
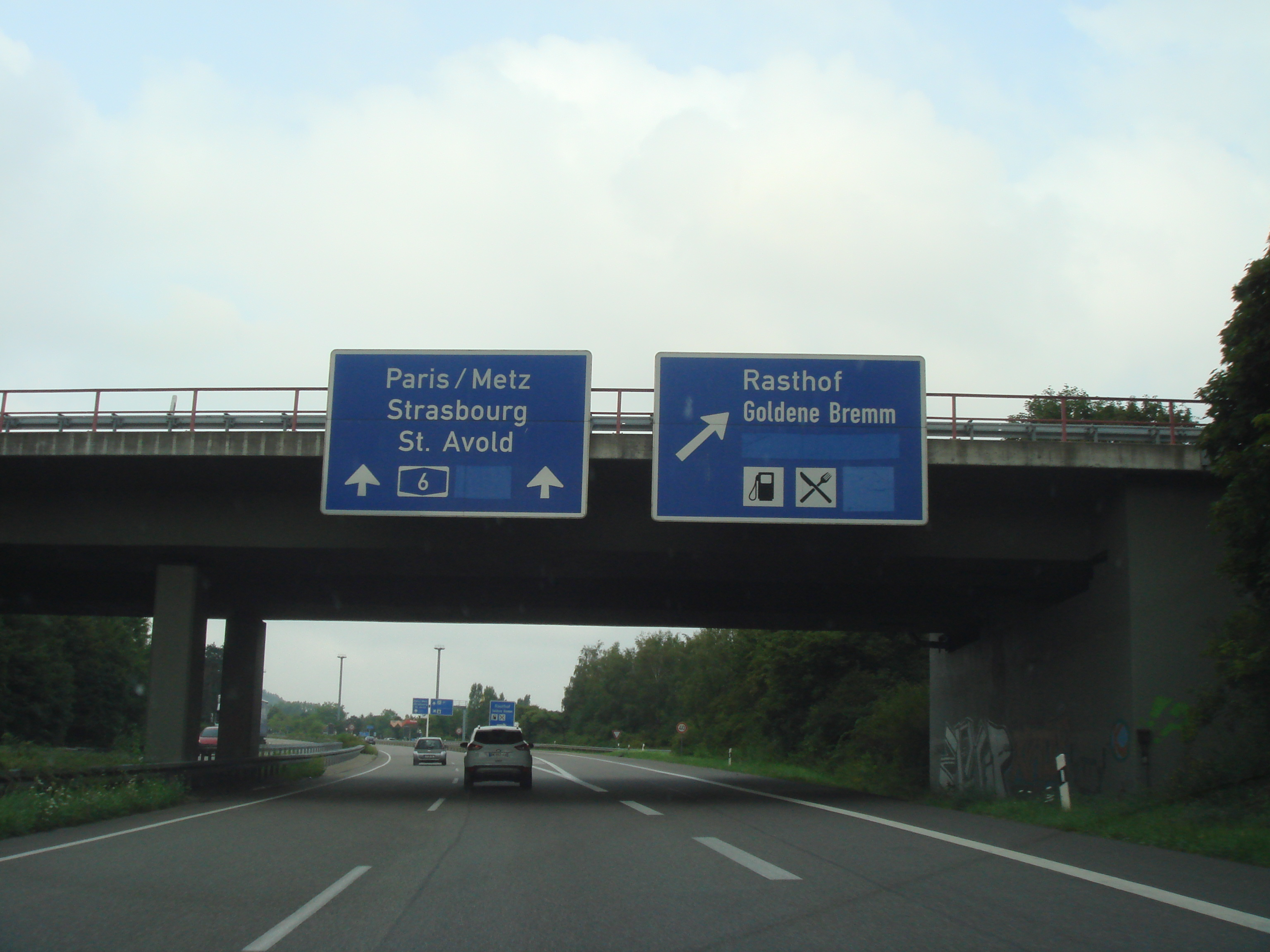
L'autoroute allemande n°6 en direction de la France au niveau de la Brême d'Or.
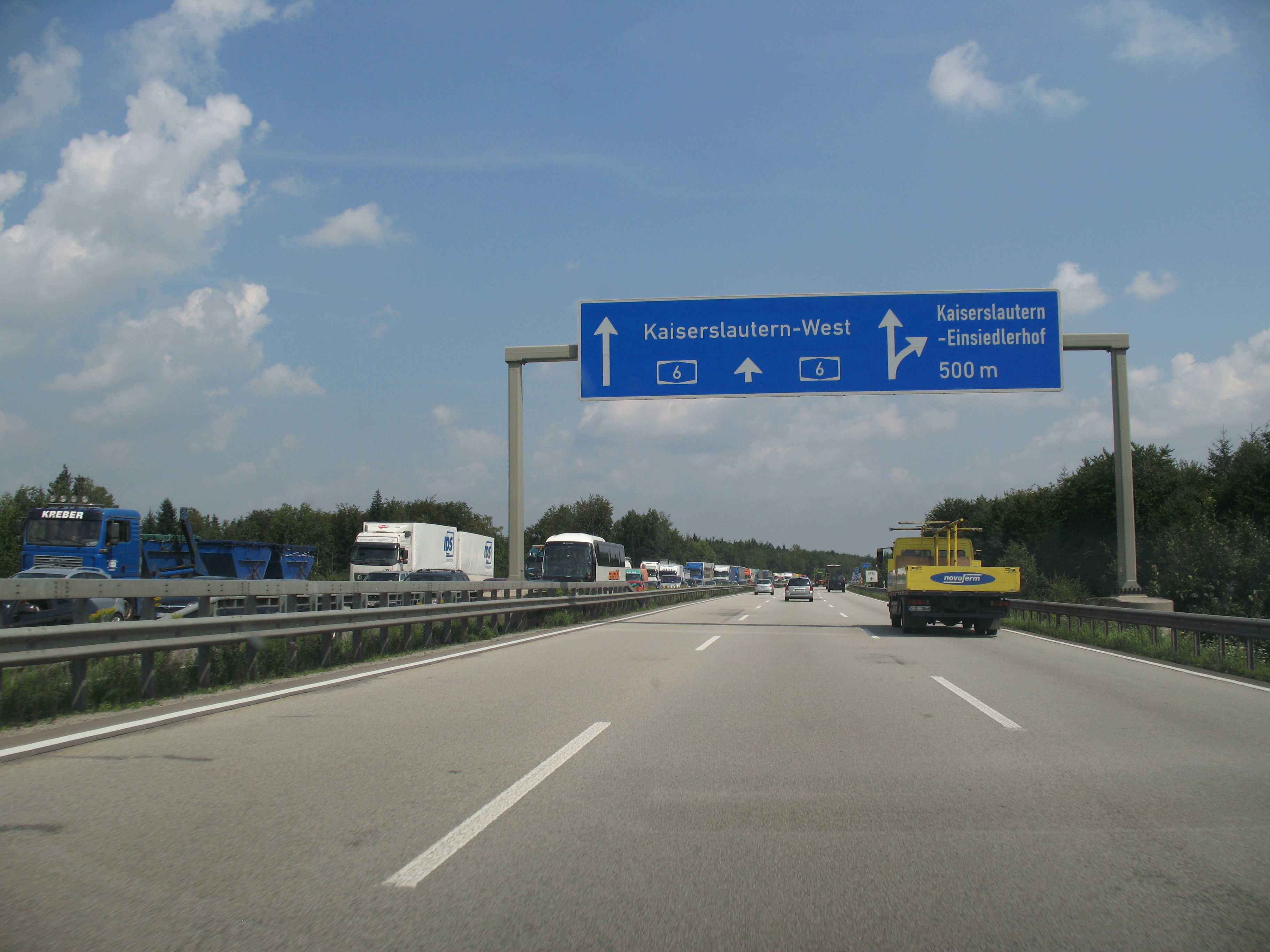
Une section à 3 voies entre Kaiserslautern et Mannheim.